# 洛蒙叙克雷特
洛蒙叙克雷特（法語：Lomont-sur-Crête，法語發音：[lɔmɔ̃ syʁ kʁɛt]）是法国杜省的一个市镇，位于该省北部，属于贝桑松区。

## 地名
法语地名中介词“sur”（意为“在……上”）常接河名，译作“在……河畔”，但此处的“Crête”并非河名，而是法语“山脊”一词，故“Lomont-sur-Crête”一名意为“山脊上的洛蒙”。

## 地理
洛蒙叙克雷特（47°20'18"N, 6°25'54"E）面积9.79 平方千米，位于法国勃艮第-弗朗什-孔泰大區杜省，该省份为法国东部内陆省份，北起上索恩省，西接汝拉省，东部及东南部与瑞士接壤，东北部与贝尔福地区省接壤。
与洛蒙叙克雷特接壤的市镇（或旧市镇、城区）包括：耶夫尔马尼、罗什莱克莱瓦勒、维莱尔圣马尔坦、屈桑斯、吉永莱班。
洛蒙叙克雷特的时区为UTC+01:00、UTC+02:00（夏令时）。

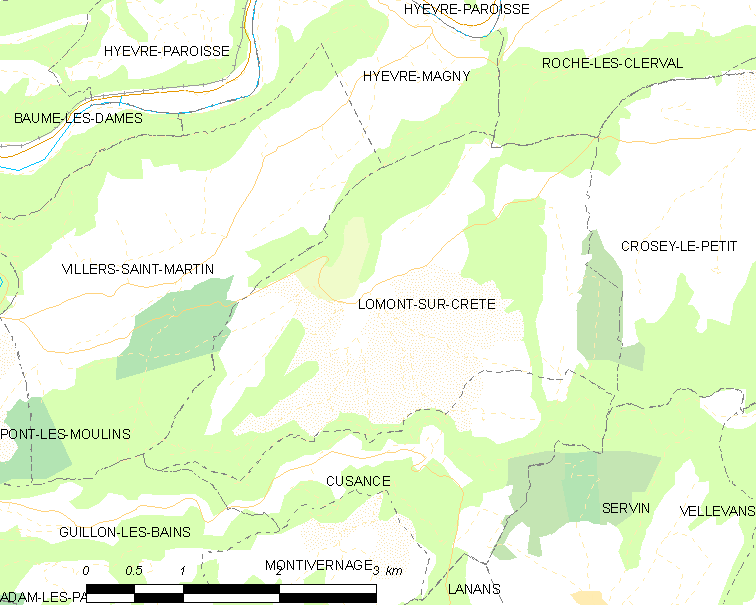
洛蒙叙克雷特的OSM定位图

## 行政
洛蒙叙克雷特的邮政编码为25110，INSEE市镇编码为25341。

## 政治
洛蒙叙克雷特所属的省级选区为博姆莱达姆县。

## 人口

1962-2008年间洛蒙叙克雷特人口变化图示

洛蒙叙克雷特于2022年1月1日时的人口数量为171人。